# Anzah
Anzah (àrab: عنزة, ʿAnza) és una vila palestina de la governació de Jenin a Cisjordània al nord de la vall del Jordà. L'àrea total de la vila és de 4.740 dúnams dels quals aproximadament 1/4 són coberts amb oliveres. Segons l'Oficina Central Palestina d'Estadístiques tenia 2.006 habitants en 2007. A la vila hi ha sis grans famílies: Obaid, Sadaqa, Barahmeh, Ataya, Khader i Omour.